# Wayne Chism
Devon Dwayne Chism, detto Wayne (Jackson, 16 giugno 1987), è un cestista statunitense naturalizzato bahreinita, professionista nella NBDL e in Europa.